# بکان
بکان، روستایی از توابع بخش حسن‌آباد شهرستان اقلید در استان فارس ایران است.از مکان های گردشگری روستای بکان می توان به چشمه چنار،چشمه سیبکی،چشمه شاه سلمان،چشمه گندم،چشمه نسه اشاره کرد

## جمعیت
این روستا در دهستان بکان قرار دارد و براساس سرشماری مرکز بهداشتی و درمانی دهستان بکان در سال ۱۴۰۲جمعیت روستا   ۱۱۶۴نفر(۳۴۶خانوار)است

## گردشگری
در این روستا چشمه های پر آب و کوه های پوشانده شده از درختان بادام کوهی،ارژن(ارزن)،جرگه،و... گردشگران زیادی را به خود جذب می‌کند چشمه هایی ماننده چشمه سیبکی،چشمه چنار،چشمه گندم و...
ازمعروف ترین چشمه های بکان که سالانه بیشتر گردشگران به دلیل بازدید از این منظره طبیعی به روستای بکان سفر می‌کنند چشمه چنار می‌باشد